# スコット・ハースト
スコット・アンドリュー・ハースト（Scott Andrew Hurst, 1996年3月25日 - ）は、 アメリカ合衆国カリフォルニア州ロサンゼルス郡グレンドラ出身のプロ野球選手（外野手）。右投左打。

## 経歴
2017年のMLBドラフト3巡目（全体94位）でセントルイス・カージナルスから指名され、プロ入り。契約後、傘下のA-級ステート・カレッジ・スパイクスでプロデビュー。55試合に出場して打率. 281、3本塁打、21打点、6盗塁を記録した。
2018年はルーキー級ガルフ・コーストリーグ・カージナルス、A級ピオリア・チーフス、A+級パームビーチ・カージナルスでプレーし、3球団合計で68試合に出場して打率.312、4本塁打、36打点、10盗塁を記録した。
2019年はA+級パームビーチとAA級スプリングフィールド・カージナルスでプレーし、2球団合計で108試合に出場して打率.217、5本塁打、33打点、2盗塁を記録した。
2020年は新型コロナウイルスの影響でマイナーリーグの試合が開催されなかったため、公式戦の出場は無かった。
2021年4月15日にメジャー契約を結んでアクティブ・ロースター入りし、翌16日のフィラデルフィア・フィリーズ戦でメジャーデビュー。

## 詳細情報

### 年度別打撃成績
| 年 度    | 球 団    | 試 合 | 打 席 | 打 数 | 得 点 | 安 打 | 二 塁 打 | 三 塁 打 | 本 塁 打 | 塁 打 | 打 点 | 盗 塁 | 盗 塁 死 | 犠 打 | 犠 飛 | 四 球 | 敬 遠 | 死 球 | 三 振 | 併 殺 打 | 打 率 | 出 塁 率 | 長 打 率 | O P S |
| -------- | -------- | ----- | ----- | ----- | ----- | ----- | -------- | -------- | -------- | ----- | ----- | ----- | -------- | ----- | ----- | ----- | ----- | ----- | ----- | -------- | ----- | -------- | -------- | ----- |
| 2021     | STL      | 7     | 5     | 5     | 0     | 0     | 0        | 0        | 0        | 0     | 0     | 0     | 0        | 0     | 0     | 0     | 0     | 0     | 1     | 0        | .000  | .000     | .000     | .000  |
| MLB：1年 | MLB：1年 | 7     | 5     | 5     | 0     | 0     | 0        | 0        | 0        | 0     | 0     | 0     | 0        | 0     | 0     | 0     | 0     | 0     | 1     | 0        | .000  | .000     | .000     | .000  |

### 背番号
- 36（2021年）